# Barbatula quignardi
Barbatula quignardi (Băcescu-Meşter, 1967), conosciuto comunemente come cobite della Linguadoca è un piccolo pesce d'acqua dolce appartenente alla famiglia Balitoridae.

## Distribuzione e habitat
Questo pesciolino ha un areale ristretto alla Francia meridionale (bacini dal Lez al Tech lungo la costa mediterranea; Adour e Garonna lungo quella atlantica) ed alla Spagna settentrionale (bacino dell'Ebro ed alcuni tributari dell'Oceano Atlantico). È stato introdotto, sempre in Spagna, nel bacino del Douro.
Vive in torrenti con acque mosse e fondale di ciottoli o massi.

## Descrizione
Le caratteristiche morfologiche sono simili a quelle del cobite barbatello, da cui si può distinguere (oltre che per il diverso areale) per avere la pinna caudale lievemente intaccata al centro e la pinna dorsale posta leggermente più avanti delle pinne ventrali. Inoltre il peduncolo caudale è più largo.
Raggiunge i 7 cm, la maturità sessuale è raggiunta intorno ai 4.

## Biologia
Simile a quella di B. barbatula.

## Conservazione
La specie ha popolazioni abbondanti e ben distribuite su un vasto areale.